# El sátiro y el campesino
El sátiro y el campesino es un cuadro realizado al óleo sobre lienzo por el pintor flamenco Jacobo Jordaens. Mide 174 cm de alto y 203,5 cm de ancho. Se exhibe actualmente en la Alte Pinakothek de Múnich, con el título de Satyr beim Bauern. 
No se conoce la fecha exacta de su realización, datándose, de manera genérica, de la primera mitad del siglo XVII. La Alte Pinakothek señala como fecha hacia 1620-1621.
Se trata de una combinación de pintura de historia y escena de género, algo típicamente neerlandés. Esta escena particular, de la que Jordaens pintó varias versiones, ilustra una fábula moralizante de las Fábulas de Esopo, que se desarrollaba en la Grecia del siglo VI a. C. La historia comienza con un hombre y un sátiro. Un día frío en el campo, conforme hablaban, el hombre se llevó los dedos a la boca y sopló en ellos. Cuando el sátiro le preguntó por qué hacía eso, él dijo que era para calentarse las manos. Más tarde, ese mismo día, se sentaron a comer, y el campesino alzó su plato de comida caliente y sopló. Cuando el sátiro de nuevo le preguntó por qué, él le contestó que para enfriar la comida, que estaba demasiado caliente. El sátiro entonces se siente burlado y le dice al hombre: «No puedo considerarte un amigo nunca más, un tipo que con la misma respiración sopla caliente y frío». La moraleja de la historia es la dualidad de la naturaleza humana, aunque algunos creen que Jordaens escogió esta historia no por su interés en la lección moral, sino por poder representar una escena de género campesina.
El momento concreto que Jordaens representa en su pintura es cuando el sátiro declara que no puede confiar en un hombre que sopla tanto caliente como frío. El sátiro alza su mano y comienza a levantarse para dejar la casa del campesino. El hombre detiene el consumo de sus gachas mientras el sátiro se alza abruptamente dirigiéndose a él. Jordaens escogió ambientar la escena dentro de la granja, completa con una vaca, un perro, un gato y el gallo integrados en la escena, alrededor del mobiliario y las figuras. Una variedad de grupos de edad están representados alrededor de la mesa formando la familia campesina: un niño está detrás de la silla del hombre, una mujer vieja sostiene a un bebé, mientras que una joven echa una ojeada por encima del hombro del sátiro.
Característico del estilo artístico de Jordaens es que todas las figuras están empujadas hacia delante, para ocupar la primera línea de la composición, amontonándose en un espacio pequeño. Jordaens usa igualmente el tenebrismo y el claroscuro propios de la escuela de Utrecht para crear una iluminación dramática, que ilumina ciertas figuras en la escena, como el bebé en el regazo de la anciana. Esta obra se asemeja a algunas de Honthorst en la iluminación y el modelado de los cuerpos. Jordaens crea una sensación de naturalismo con la representación de los pies sucios del campesino sentado en el primer plano, uniéndole con las tendencias caravagistas contemporáneas en el arte flamenco de la época. Jordaens creó dos versiones de este tema alrededor de 1620-21. Para esta versión parece haber usado la misma modelo femenina que en La adoración de los pastores, Catharina Jordaens, su esposa. Se cree que Jordaens usaba esta pintura para enseñar a ayudantes y alumnos, pues se han encontrado muchas copias y versiones de la escena con el mismo estilo, pero sin el sello del maestro.